# Маслоу, Джеймс
Джеймс Дэ́вид Ма́слоу (англ. James David Maslow; род. 16 июля 1990, Нью-Йорк, США) — американский актёр и певец. Наиболее известен по роли Джеймса Даймонда в сериале «Биг Тайм Раш» на канале Nickelodeon.
В 2017 году Джеймс выпустил два сингла: Cry (записанный при канадском рэпере City Fidelia) и лид-сингл How I Like It. А также Джеймс выпустил в 2017 году альбом с одноименным названием лид-сингла How I Like It.

## Биография
Родился в Нью-Йорке в семье Кэти Бёрдж и Майка Маслоу. Рос и учился в северо-западном районе Ла-Хойя (Ла-Холья) калифорнийского города Сан-Диего, штат Калифорния.
У него есть старший брат Филипп и сводная сестра Элисон. Джеймс начал петь в возрасте 6 лет, когда его родители отправили его в Детский Хор Сан-Диего. Он окончил школы в Ла-Хойя и в Торри Пайнс, среднюю школу Миюрландс и Школу Искусств Сан-Диего. Джеймс получил небольшую роль в постановке «La bohème» в опере Сан-Диего, когда ему было 10 лет. Он ездил в лагерь «La Jolla Playhouse», и обзавелся собственным агентом в 14 лет. В старших классах Маслоу исполнил главную роль Дэнни Зуко в постановке «Грейс» и Мавра в «Les Misérables».

## Карьера
Его телевизионный дебют в роли Шейна произошёл в эпизоде сериала «АйКарли» «iSaw Him First». В 2009 году образовался музыкальный коллектив Big Time Rush и одним из четырёх участников стал Джеймс. В конце ноября 2009 года на канале Nickelodeon вышел сериал «Биг Тайм Раш» о четырёх парнях, которые собрались вместе, чтобы организовать свою группу. Маслоу исполняет роль Джеймса Даймонда.
В 2014 году Джеймс принял участие в танцевальном шоу «Dancing With The Stars». Он танцевал в паре с профессиональной танцовщицей Петой Маргатроид.
В декабре 2021 года Джеймс вернулся на сцену в составе группы Big Time Rush.

## Фильмография
| Год       |    | Русское название                        | Оригинальное название       | Роль                |
| --------- | -- | --------------------------------------- | --------------------------- | ------------------- |
| 2008      | с  | АйКарли                                 | iCarly                      | Шейн                |
| 2010      | ф  |                                         | @urFRENZ                    | Брэндон             |
| 2012      | тф | Биг тайм раш                            | Big Time Movie              | Джеймс Даймонд      |
| 2013      | с  | Марвин Марвин                           | Marvin Marvin               | Камео               |
| 2009—2013 | с  | Биг Тайм Раш                            | Big Time Rush               | Джеймс Даймонд      |
| 2012—2014 | с  | Ох уж этот папа                         | See Dad Run                 | Рикки Адамс         |
| 2014      | с  | Изолированный                           | Sequestered                 | Кевин Мор           |
| 2014      | с  |                                         | Princess Rap Battle         | Кристофф / Kristoff |
| 2015      | мс | Пингвины из Мадагаскара                 | The Penguins of Madagascar  | бобёр Джеймс        |
| 2015      | тф | Семена прошлого                         | Seeds of Yesterday          | Барт Фоксуорт       |
| 2015      | ф  | Ночное безумство                        | Wild for the Night          | Уайат               |
| 2017      | ф  | Это случилось на День святого Валентина | It Happened One Valentine's | Caleb Greene        |
| 2017      | ф  |                                         | Art Show Bingo              | Wil Hunter          |
| 2018      | ф  |                                         | The Boarder                 | Jake                |
| 2018      | ф  |                                         | Bachelor Lions              | Mark Meyers         |